# Raw Fury
Raw Fury AB es una editorial y distribuidora sueca de videojuegos, especializada en la publicación de juegos indie, con sede en Estocolmo, Suecia. El editor fue fundado en febrero de 2015 por Gordon Van Dyke, exproductor de EA DICE en varios títulos de Battlefield, y Jonas Antonsson, exvicepresidente de móviles de Paradox Interactive. 

## Historia
La compañía fue anunciada en abril de 2015 como un "editor de juegos de boutique e indie", llamándose a sí mismos un "UnPublisher" como intención de apoyar a los desarrolladores "desmantelando cómo tradicionalmente funciona la publicación" y proporcionando servicios de apoyo que mejor servirán al juego independiente en el desarrollo.
En julio de 2016, Karl Magnus Troedsson, director general de EA DICE, abandonó el estudio para convertirse en socio y copropietario de Raw Fury.

## Juegos publicados
| Título | Año                  | Plataforma (s)                                                           |
| ------ | -------------------- | ------------------------------------------------------------------------ |
| 2015   | Kingdom              | Android, iOS, Linux, MacOS, Microsoft Windows, Nintendo Switch, Xbox One |
| 2016   | Kathy Rain           | iOS, MacOS, Microsoft Windows                                            |
| 2016   | GoNNER               | Linux, MacOS, Microsoft Windows, Nintendo Switch                         |
| 2016   | Kingdom: New Lands   | Linux, MacOS, Microsoft Windows, Xbox One                                |
| 2017   | Tormentor X Punisher | Microsoft Windows, MacOS                                                 |
| 2017   | Kingdom: Two Crowns  | Nintendo Switch                                                          |
| 2018   | The Last Night       | Microsoft Windows, Xbox One                                              |
| 2020   | Per Aspera           | Microsoft Windows                                                        |